# پیتر لوسین
پیتر لوسین (انگلیسی: Peter Luccin؛ زادهٔ ۹ آوریل ۱۹۷۹) بازیکن فوتبال اهل فرانسه است.
از باشگاه‌هایی که در آن بازی کرده‌است می‌توان به باشگاه فوتبال راسینگ سانتاندر، باشگاه فوتبال اتلتیکو مادرید، باشگاه فوتبال رئال ساراگوسا، باشگاه فوتبال المپیک مارسی، باشگاه فوتبال لوزان-اسپورت، باشگاه فوتبال کن، اف‌سی دالاس، باشگاه فوتبال بوردو، باشگاه فوتبال پاری سن ژرمن، و باشگاه فوتبال سلتاویگو اشاره کرد.
وی همچنین در تیم ملی فوتبال زیر ۲۰ سال فرانسه بازی کرده‌است.